# Jaargeding
Een jaargeding was in de middeleeuwen een jaarlijkse vergadering van alle volwassen mannelijke inwoners van een dorp, waarbij de burgemeester rekenschap diende af te leggen (de rekeningen voorleggen) en een nieuwe burgemeester werd verkozen. Dit is te vergelijken met de algemene vergadering van een vereniging of vennootschap.
De jaargeding was de voorloper van de voogdgeding. Dit werd driemaal per jaar gehouden en diende ook om een zeer beperkte rechtspraak te plegen.